# Starowice Dolne

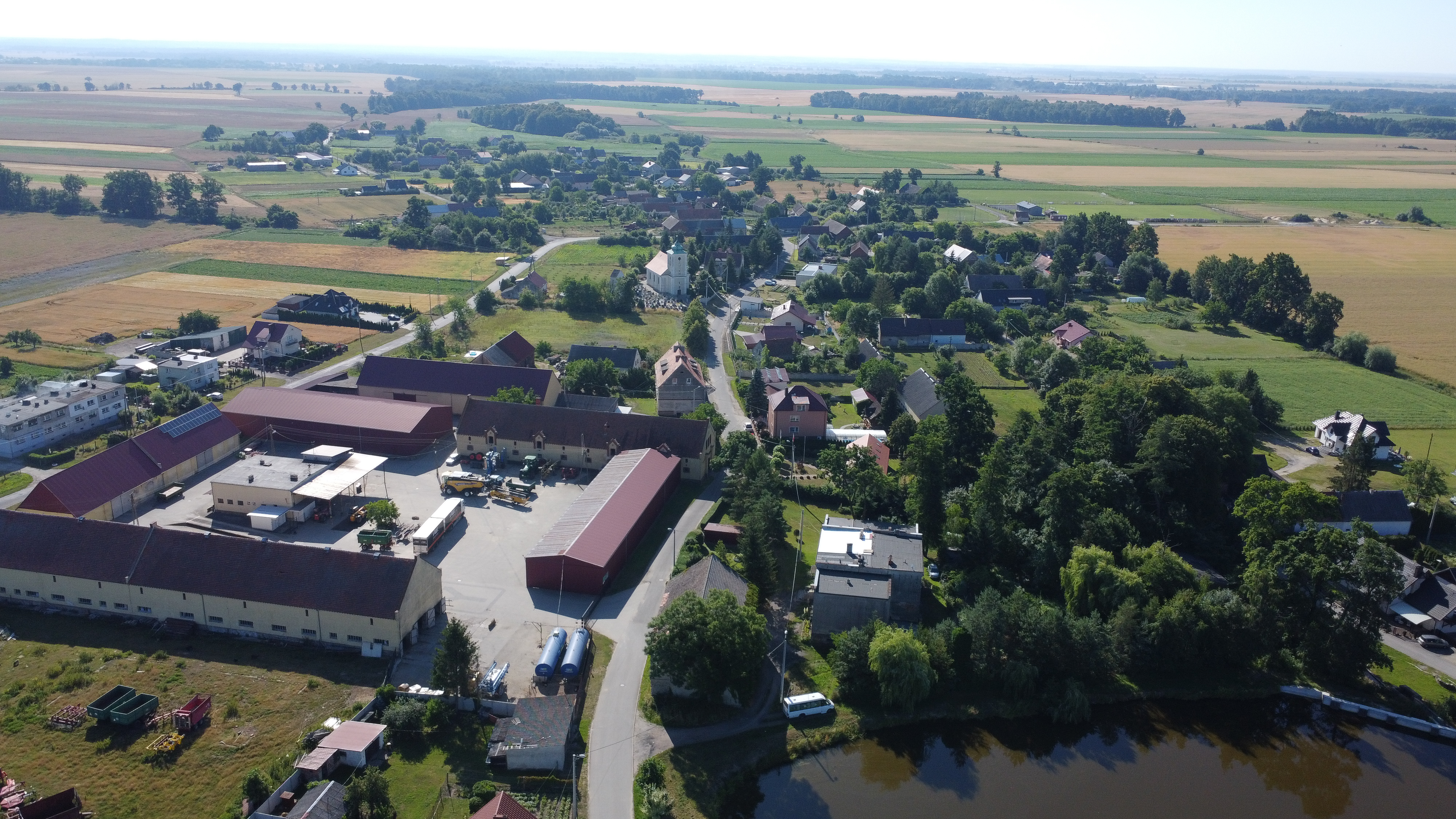
Luftbild von Starowice Dolne (2023)

Starowice Dolne (deutsch Hönigsdorf) ist ein Ort in der Stadt- und Landgemeinde Grodków (Grottkau) im  Powiat Brzeski der Woiwodschaft Opole in Polen.

## Geographie
Das Angerdorf Starowice Dolne liegt etwa sieben Kilometer südwestlich von Grodków (Grottkau), 35 Kilometer südwestlich von Brzeg (Brieg) und vierzig Kilometer westlich von Opole (Oppeln) in der Schlesischen Tiefebene.
Nachbarorte von Starowice Dolne sind im Süden Wojnowiczki (Klein Zindel), im Süden Strzegów (Striegendorf), im Norden Jędrzejów (Endersdorf), im Osten Stary Grodków (Alt-Grottkau) und im Südosten Chróścina (Falkenau).

## Geschichte
Erstmals urkundlich belegt ist „Henningi villa“ im Jahre 1289 mit einem Scholzen Konrad. 1303–04 wurde es als „villa Starowitz vel Heynygsdorf“ im Breslauer Zehntregister Liber fundationis episcopatus Vratislaviensis verzeichnet. Es gehörte zunächst zum Herzogtum Breslau und nach dessen Teilung 1311 zum Herzogtum Brieg. 1343 wurde „Hennyngi villa“ von der Stadt Grottkau erworben, mit der es ein Jahr später an das Fürstentum Neisse (Bistumsland) gelangte, das seit 1342 ein Lehen der Krone Böhmen war. 1370 wurde der Ort als Hennyngisdorf erwähnt. 1380 sind zwei Allode belegt, 1425 bestand das Dorf aus sechs Hufen und einer Schänke, die wüst lag. Ein Viertel der damaligen Einkünfte bezog auf Lebenszeit ein Diener des Bischofs. Das Vorwerk gehörte im Jahre 1579 dem Baltzer Rothkirch. 1651 kam es zu einem Streit um das Kirchenpatronat zwischen dem Bischof und den Rothkirch.
Nach dem Ersten Schlesischen Krieg 1742 fiel Hönigsdorf zusammen mit dem größten Teil des Fürstentums Neisse an Preußen. 
Im Jahr 1800 wurde im Dorf eine Schule eingerichtet. Bis zur Säkularisation 1810 blieb es mit dem Bistumsland verbunden. Nach der Neuorganisation der Provinz Schlesien gehörte die Landgemeinde Hönigsdorf ab 1816 zum Landkreis Grottkau im Regierungsbezirk Oppeln. 1845 bestanden im Dorf eine katholische Kirche, eine katholische Schule, eine Essigfabrik, eine Brauerei, zwei Vorwerke und 62 weitere Häuser. Im gleichen Jahr lebten in Hönigsdorf 368 Menschen, davon fünf evangelisch. 1854 wurde das Schloss erbaut, das ab 1860 der Familie Zimmer gehörte. 1855 lebten in Hönigsdorf 422 Menschen. 1865 bestanden im Ort zwölf Bauern-, 29 Gärtner- und zehn Häuslerstellen. Die einklassige katholische Schule wurde im gleichen Jahr von 89 Schülern besucht. 1874 wurde der Amtsbezirk Hönigsdorf gebildet, dem die Landgemeinden Hönigsdorf und Klein Zindel sowie die Gutsbezirke Hönigsdorf und Klein Zindel eingegliedert wurden. 1885 zählte Hönigsdorf 363 Einwohner.
1933 lebten in Hönigsdorf 389 Menschen. Im gleichen Jahr wurde der Amtsbezirk Hönigsdorf aufgelöst und das Dorf Hönigsdorf dem Amtsbezirk Endersdorf eingegliedert. 1939 zählte Hönigsdorf 336 Einwohner. Bis Kriegsende 1945 gehörte der Ort zum Landkreis Grottkau.
Als Folge des Zweiten Weltkriegs fiel Hönigsdorf 1945 mit dem größten Teil Schlesiens an Polen. Nachfolgend wurde es in Starowice Dolne umbenannt und der Woiwodschaft Schlesien angeschlossen. Die deutsche Bevölkerung wurde, soweit sie nicht geflohen war, weitgehend vertrieben. 1950 wurde Starowice Dolne in die Woiwodschaft Opole eingegliedert. Seit 1999 gehört es zum Powiat Brzeski (Kreis Brieg).

## Sehenswürdigkeiten

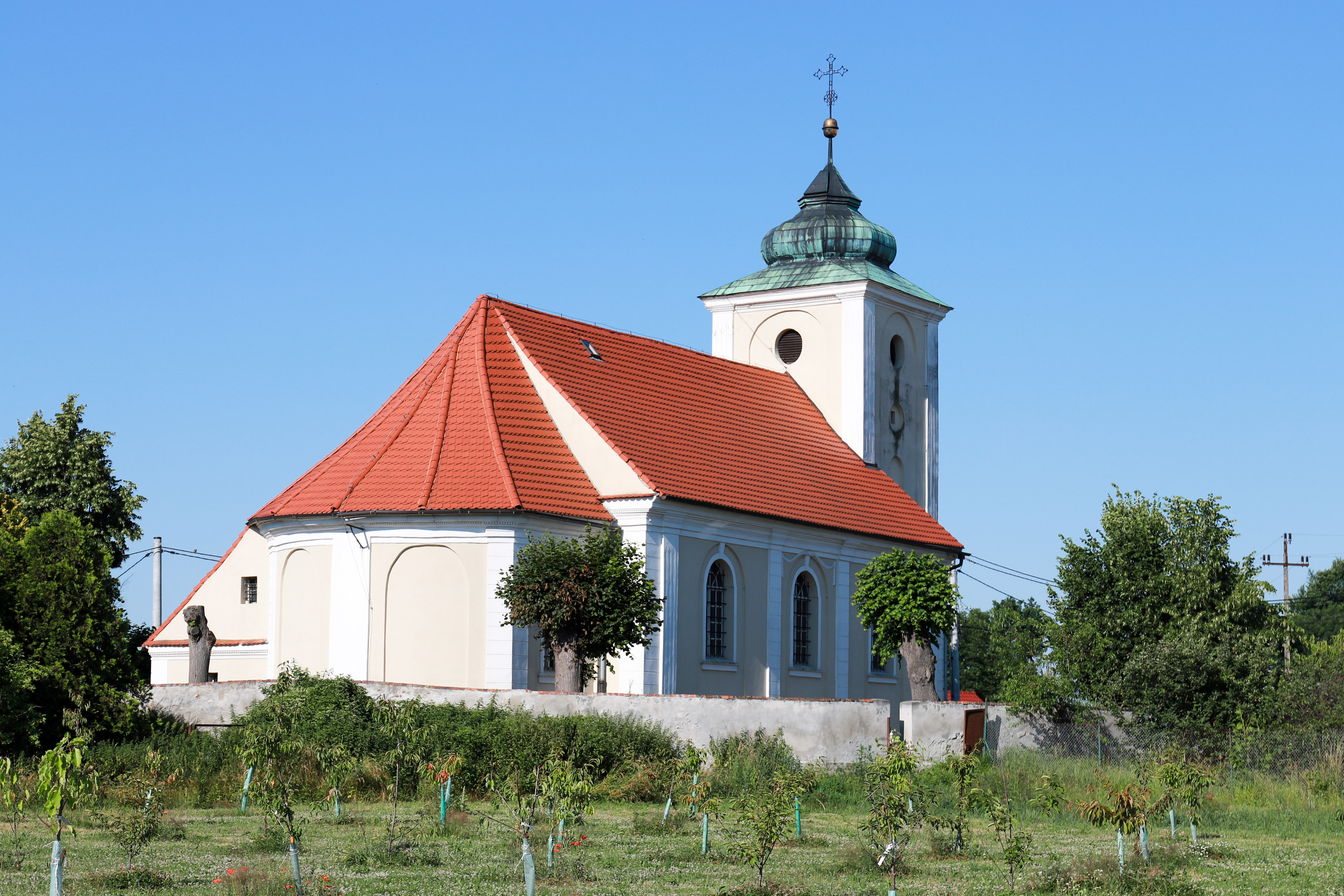
Mariä-Empfängnis-Kirche

- Die römisch-katholische Mariä-Empfängnis-Kirche (polnisch Kościół Niepokalanego Poczęcia Najświętszej Maryi Panny) wurde im Jahre 1800 geweiht. Bereits im Jahr 1497 bestand an gleicher Stelle eine hölzerne Kirche. Diese wurde 1798 abgetragen und durch die heutige Kirche im Stil des Klassizismus ersetzt, die im Auftrag des Breslauer Weihbischofs Anton Ferdinand von Rothkirch und Panthen zwischen 1798 und 1800 erbaut wurde. Das Kirchengebäude steht seit 1972 unter Denkmalschutz.[8]

## Söhne und Töchter des Ortes
- Anton Ferdinand von Rothkirch und Panthen (1739–1805), Apostolischer Vikar und Weihbischof in Breslau
- Wilhelm Zimmer (1864–nach 1945), deutscher Politiker